# Djalwana Laurent Lompo

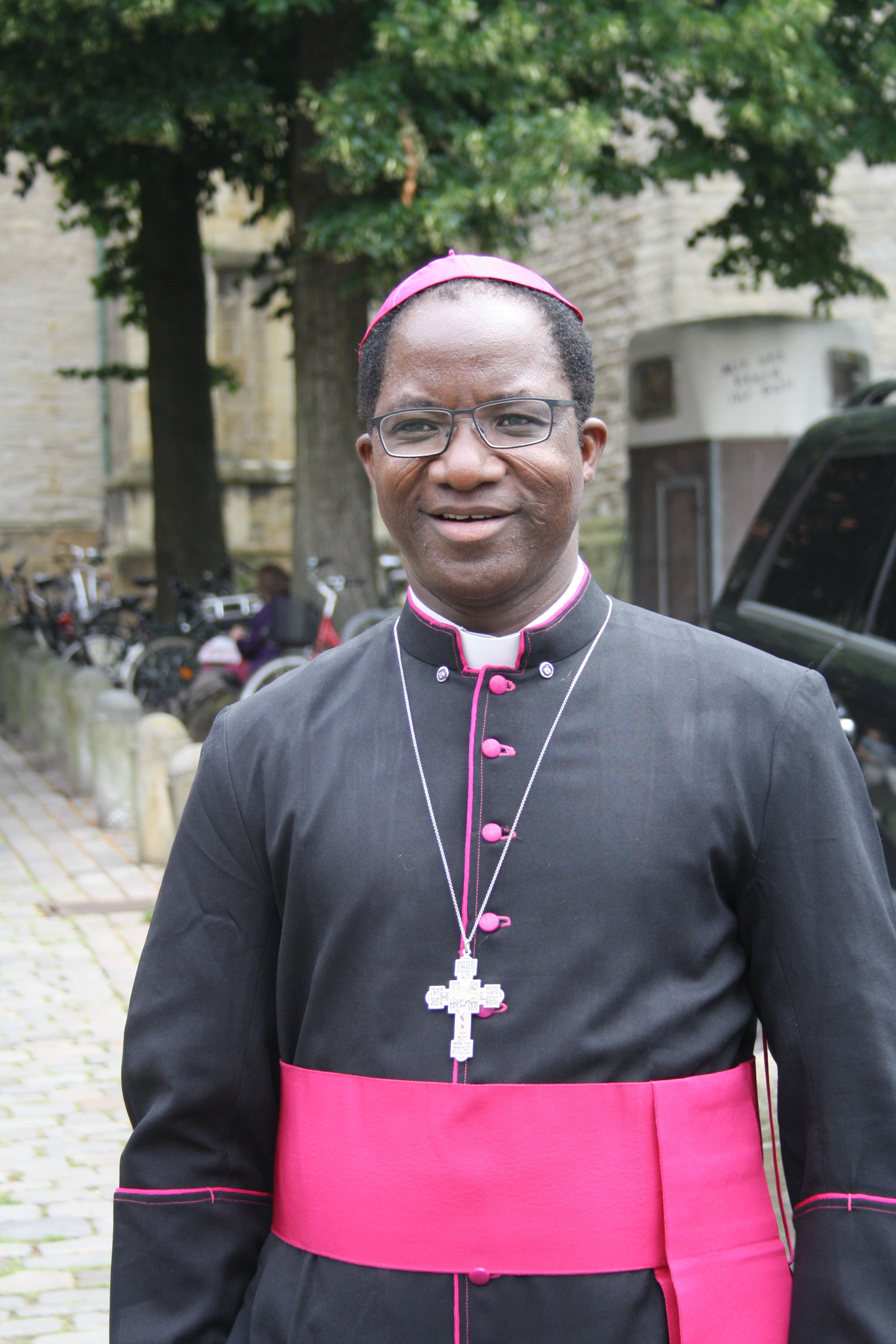
Djalwana Laurent Lompo (2017)

Djalwana Laurent Lompo (* 1. Januar 1967 in Koulbou) ein nigrischer römisch-katholischer Geistlicher und Erzbischof von Niamey.

## Leben
Djalwana Laurent Lompos Geburtsort Koulbou gehört zum Gemeindegebiet von Makalondi im Westen Nigers. Lompo ging ab 1975 in Makalondi auf die Grundschule, gefolgt vom Besuch der Mittelschule in Say und des Lycée Kassaï in Niamey. Er wurde am 18. April 1987 in der Pfarre Saint François d’Assise in Makalondi getauft.
Lompo studierte Philosophie und Theologie am Seminar St. Jean-Baptiste in Ouagadougou und am Seminar St. Pierre Claver in Bobo-Dioulasso. Am 21. September 1997 empfing er die Priesterweihe. Anschließend war er bis zum Jahr 2000 als Pfarrvikar in Niamey tätig. Lompo machte von 2001 bis 2002 eine Seelsorge-Ausbildung am Institut de formation des éducateurs du clergé in Paris. 2003 wurde er Generalvikar.
Papst Benedikt XVI. ernannte ihn am 26. Januar 2013 zum Titularbischof von Buffada und zum Weihbischof in Niamey. Die Bischofsweihe spendete ihm der Erzbischof von Niamey, Michel Christian Cartatéguy SMA, am 9. Juni desselben Jahres; Mitkonsekratoren waren Séraphin François Rouamba, Erzbischof von Koupéla, und Ambroise Ouédraogo, Bischof von Maradi.
Am 11. Oktober 2014 ernannte ihn Papst Franziskus zum Erzbischof von Niamey. Die bereits für den Februar des folgenden Jahres geplante Amtseinführung musste wegen Ausschreitungen gegen Christen in Zinder und Niamey verschoben werden. Sie fand am 14. Juni 2015 in der Kathedrale von Niamey unter Beteiligung von mehr als 2000 Gläubigen und etwa zwanzig Bischöfen statt.